# Pokémon Mystery Dungeon: Blue Rescue Team e Red Rescue Team
Pokémon Mystery Dungeon (ポケモン不思議のダンジョン 赤の救助隊・青の救助隊, Pokemon Fushigi no Danjon Aka no Kyūjotai, Ao no Kyūjotai) é um jogo da série Pokémon que foi feito com base nos jogos de Mystery Dungeons, muito populares no Japão. Existem duas versões para esse jogo: Pokémon Mystery Dungeon: Blue Rescue Team, para Nintendo DS e Pokémon Mystery Dungeon: Red Rescue Team, para Game Boy Advance. Pela primeira vez, o protagonista poderá conversar com Pokémon, já que agora ele é um!

## Diferenças em relação os RPGs Originais
Países de produção:
- Turquia
- Azerbaijão
- Rússia
- Ucrânia

Pokémon Mystery Dungeon já é um jogo diferente pelo fato do protagonista ser um Pokémon e poder conversar com outros. A história se passa no mundo Pokémon, um lugar composto basicamente por uma grande porção de um continente, uma península com os dungeons Buried Relic, Wyvern Hill, Darknight Relic e Murky Cave, uma ilha ao noroeste com os dungeons Lightning Field, Fiery Field, Northwind Field e o Mt. Faraway e uma ilha grande ao sudoeste composta pela Joyous Tower, Wish Cave e Purity Forest.
Mais um fato importante é a jogabilidade: é feita por turnos, mas parece que os inimigos andam ao mesmo tempo que o jogador. Isso fica mais claro quando este vê um inimigo e anda junto com ele. Outra diferença é que há dois tipos de ataque: o normal, em que o jogador pode usar à vontade, e os especiais, que custam Power Points (PP), mas infligem mais dano no oponente e dão bônus de experiência.
A evolução neste jogo, diferentemente dos outros, é opcional. Por exemplo, se o jogador tiver um Charmander no Lv. 100 e um Charizard no Lv. 100, basicamente (se ele não usou nenhum item de aumento de status) eles serão iguais em ataque, vida, defesa e outros stats.
Como não há humanos, não há Pokéballs para capturar os Pokémon, portanto o jogador deverá encontrar outros modos de "ficar amigo" do Pokémon, ou seja, recrutá-lo, mas antes é preciso comprar uma área em que ele possa morar.
Todos os 386 Pokémon existentes até a época eram recrutáveis, além de mais cinco de Quarta Geração fazerem uma aparição: Munchlax, Mime Jr., Weavile, Bonsly e Lucario.

## Enredo
Como a escolha de Pokémon iniciais e seu parceiro são bem amplas, tomaremos como protagonista Mudkip, seu parceiro um Charmander e o nome da equipe de resgate como Team Victory.

### O início do Team Victory!
A história começa com um pokémon (você) sendo acordado por outro pokémon (seu parceiro). Ele acorda e conta para este Pokémon que é um humano, e que não tem sentido ter se transformado em um monstrinho. No meio da conversa, uma Butterfree pede ajuda para resgatar seu filho (É a sua primeira missão), que está preso. Eles vão até Tiny Woods, que é o primeiro lugar do jogo, onde resgatam o Caterpie e o devolvem a sua mãe. Ela agradece e os dá alguns itens.
Os dois Pokémon, já amigos vão até a Pokémon Square e lá estabelecem uma base para formar uma equipe de resgate chamada pelo nome que você quiser, neste caso, Victory. No dia seguinte, recebem a Toolbox, a caixa para guardar itens e um jornal dos times de resgate. Esses times de resgate têm aparecido por causa de desastres naturais que vêm ocorrendo no mundo. Logo, um novo pedido de resgate vem de um Magnemite, que pede para salvar seu amigo, preso em Thunderwave Cave. Os dois o salvam e os Magnemites agradecem. Logo, sua equipe fica famosa e os dois Pokémon começam a recrutar membros para sua equipe. Mas essa fama desperta a raiva de Gengar e seus parceiros Medicham e Ekans, que formam o Team Meanies.
Logo, vem um pedido de resgate do Caterpie que foi resgatado em Tiny Woods para salvar seu amigo, Metapod, preso em Sinister Woods. Mas o Team Meanies aparece e vai na frente para poder resgatar e ganhar dinheiro com isso. O time Go-Getters então fazem uma aposta quem resgata o Metapod primeiro vence! E se os Victory perderem, o Caterpie irá ao Team Meanies! Na Sinister Woods Victory impedem o Team Meanies no último andar e resgatam o Metapod.

### À procura de respostas
Mudkip e Charmander querem descobrir o porquê que o humano se transformou no Pokémon Mudkip, mas antes de ver isso, os dois têm que resgatar Shiftry, que anteriormente tentou resgatar um amigo de um Jumpluff em Silent Chasm e ficou preso. Ao final, os dois vêem Shiftry sendo raptado por Zapdos, a Ave lendária do Trovão e parte para o Mt. Thunder. Ao ver que Zapdos está furioso por causa dos desastres naturais, Mudkip e Charmander e seu parceiro prometem ajudar.
Assim, Mudkip e Charmander vão ao Great Canyon para conversar com o xamã Xatu e descobrir o propósito de Mudkip no Mundo Pokémon e porque esses desastres estão acontecendo. Lá, eles descobrem um pouco sobre a lenda de um humano que virou Pokémon e ficou amaldiçoado porque traiu seu companheiro, o "lendário" Gardevoir. Charmander afirma que Mudkip não pode ter sido tão mal no passado e seria a causa dos desastres. Infelizmente, Gengar ouve a conversa e conta uma história muito mentirosa e exagerada para os cidadãos da Pokémon Square, afirmando que se Mudkip fosse morto, o mundo voltaria ao normal. Os cidadãos o banem e atacam Mudkip, já que ele seria a causa desses desastres. Os times de resgate então combinam de ir caçar Pikachu no outro dia. Alakazam, chefe do Time de Resgate mais famoso da região tenta os eliminar, mas os da a chance de saber a verdade, mas que vão logo pois todos vão caça-los. Então eles vão sem rumo procurar a verdade.

### O Exílio
Durante esse período, Mudkip e Charmander passam por quatro Dungeons: Lapis Cave, Mt. Blaze, Frosty Forest e Mt. Freeze. Uma coisa curiosa é que percebe-se que há muita amizade entre Mudkip e Charmander, que não importa o que aconteça, sempre o acompanhará. No Mt. Blaze, os dois encontram o Lendário Moltres, que está com raiva pelo mesmo motivo de Zapdos. O Team Victory promete a ele também ajudá-lo com esse problema. Seguindo para Frosty Forest, Mudkip e Charmander encontram um Absol, que se diz proteger a entrada da Floresta. Tudo ocorre bem, já que os dois explicam o que há. Quando o Victory chega ao topo da floresta, Articuno aparece com os mesmos problemas dos outros pássaros. Ao final da batalha, ele tenta lutar ainda mais. Impedido por Absol, os dois também pedem para que o Team Victory impeça esses desastres. Para isso, Absol se junta ao time. Finalmente, o trio chega ao Mt. Freeze, onde se acredita estar Ninetales.  Começa uma batalha entre o Mudkip e o Team ACT (Alakazam, Charizard e Tyranitar). Ninetales para a briga e pede para que aceitem Mudkip, que não é uma aberração.Ao final, o Pokémon que tudo sabe explica que Mudkip foi transformado em Pokémon para completar um ciclo no Planeta e que ele não é o humano da Lenda de Gardevoir. Charmander fica aliviado e diz que podem voltar a Pokémon Square para explicar, mas nesse momento, aparece Alakazam para completar o serviço. Finalmente, Alakazam entende a história e o acompanha até a Pokémon Square. Todos ouvem a história de Charmander e Gengar, que mentiu desde o início, foge por trás.

### "Groudon"
De volta em casa, ocorrem mais terremotos. Alakazam explica que não são naturais, mas sim feitos por um Pokémon chamado Groudon, que está enfurecido. Alakazam, Charizard e Tyranitar vão até a Magma Cavern para acalmar Groudon. Enquanto isso, o Team Victory faz mais alguns amigos, como os atrapalhados Wynaut e Wobbuffet. Logo, mais um pedido de resgate chega para parar com que Mankeys bagunçem um Dungeon. Logo, Mudkip e Charmander descobrem que eles não são tão maus e querem até ajudar a reformar a base do Time. Os dois procuram por um item no dungeon onde enfrentaram os Mankeys, e entregam alguns. Quando a base está completa (E talvez depois de algumas missões), Shiftry explica que o time de Alakazam ainda não voltou e convoca um novo time para ir ver o que está acontecendo. Charmander diz para Mudkip para se candidatarem para ir, mas Blastoise, Octillery e Golem se candidatam primeiro e vão para Magma Cavern. Porém dias depois eles voltam dizendo que não conseguiram chegar nem na metade e que foi demais para eles. Quando todos parecem desistir, Charmander mostra que devem ter orgulho e os encoraja a tentar de novo. Mudkip e Charmander entram em ação e vão à procura do Team ACT e Groudon. Ao final do Dungeon, Charmander encontra o time de Alakazam derrotado e diz que é hora de enfrentar o Guardião dos Continentes.

### O ciclo se completa
Após a vitória sobre Groudon, mais um problema aparece: um meteoro está vindo em direção à Terra! O único Pokémon que pode pará-lo é Rayquaza. O Team Victory consegue um teletransportador e Mudkip e Charmander vão até o Céu, onde Rayquaza está. Após um longo Dungeon e Pokémon muito fortes, Rayquaza batalha com os dois e após ser derrotado, pergunta por que eles foram até o Céu. Charmander explica o que está acontecendo e pede para ele parar o meteoro. Ele diz que provavelmente Mudkip e Charmander irão morrer com a força da parada, mas os dois não se importam. Ele pára o meteoro e o Team Victory acordam no Great Canyon.
Não há comemoração, só tristeza: Mudkip, quando Rayquaza parou o meteoro, completou o Ciclo que Ninetales havia explicado, que era salvar o mundo e Gengar se perdeu no mundo das trevas depois de salvar Mudkip e Charmander. Era chegada a hora de ir embora para o mundo humano. o espírito de Mudkip sobe para o Céu e Charmander fica de coração partido. Uma voz fala: "Se você desejar, e fortemente, talvez encontre seu parceiro novamente …" Os créditos rolam e, no final, Mudkip decide não ir, que deseja ficar como Pokémon por causa de seu parceiro e amigo Charmander. Então ele volta para o mundo onde ainda existem muitos resgates para serem feitos por ele e seu inseparável parceiro Charmander, além de muitas novas aventuras e batalhas contra Pokémon lendários.

## Lendários
Nos RPGs, alguns lendários como Mew, Celebi, Deoxys e outro só poderiam ser obtidos em eventos, mas, em Pokémon Mystery Dungeon, o jogador poderá consegui-los sem problemas. O ponto ruim é não poder transferir nenhum Pokémon para os RPGs Originais como Ruby & Sapphire, FireRed & LeafGreen e outros.

## Os protagonistas e seus parceiros
Quando o jogador iniciar o jogo pela primeira vez, responderá a um teste de personalidade, que vai definir qual Pokémon será o protagonista da história. Ela não muda dependendo do Pokémon.
Os Pokémon iniciais são:
- Bulbasaur, Charmander e Squirtle, de 1ª Geração
- Chikorita, Cyndaquil e Totodile, da 2ª Geração
- Treecko, Torchic e Mudkip, da 3ª Geração
- Pikachu, Meowth, Machop e Psyduck, uma série especial
- Cubone, Eevee e Skitty, outra série especial

Há restrições: Se o jogador for mais parecido com o Charmander, por exemplo, seu parceiro não pode ser Cyndaquil ou Torchic, do mesmo tipo Fogo.
Também a mesma personalidade que define um Treecko macho não é a mesma que define um Treecko fêmea.
Além de que certos Pokémons só podem ser machos como o Cyndaquil, o Machop e o Meowth e outros que só podem ser fêmeas como o Eevee, a Chikorita e a Skitty,Pikachu

## Pedidos de Resgate
O principal do jogo é isso: conseguir resgatar Pokémon, achar itens perdidos, entregar itens, escoltar Pokémon, etc. Há 7 diferentes níveis de dificuldade: E, D, C, B, A, S e *, sendo E o mais fácil e *o mais difícil.

### Ranking de Resgate
A medida que vai resgatando Pokémon, você acumula pontos no Ranking. Quanto mais pontos fizer, mais conhecido seu Rescue Team será. A contagem de pontos varia de dificuldade de missão:
- E - 5 pontos
- D - 10 a 20 pontos
- C - 40 a 60 pontos
- B - 80 a 100 pontos
- A - 150 a 200 pontos
- S - 300 a 400 pontos
- *- 700 a 1500 pontos

Há vários níveis de "Rescue Team Ranking", dependendo dos seus pontos:
- Normal - Inicial
- Bronze Rank - 50 pontos
- Silver Rank - 500 pontos
- Gold Rank - 1500 pontos
- Platinum Rank - 3000 pontos
- Diamond Rank - 7500 pontos
- Lucario Rank - 15000 pontos

Lucario é o último estágio e, como garantia de ser um dos mais renomeados times do mundo, você recebe uma estátua do guardião.

## Pokémon exclusivos
Há certos Pokémon exclusivos em cada versão. É possível destravar os da outra versão para aparecerem na sua com Wonder Mails. Veja a lista de Pokémon exclusivos:
| Blue Rescue Team: - Minun - Lapras - Porygon2 - Aipom - Magikarp/Gyarados | Red Rescue Team: - Plusle - Mantine - Porygon - Roselia - Feebas/Milotic |

## Wonder Mails e resgates de amigos
Como o próprio nome já diz, isso é maravilhoso (wonder)! Através de senhas, jogadores podem trocar pedidos de resgate com algum prêmio especial.
Oura coisa boa é poder resgatar outros Rescue Teams de apuros. Quando um rescue team falha, este pode enviar um "Sinal de SOS" e esperar o resgate. É possível resgatar outros times através de função wireless de DS para DS, Dual Slot (um BRT sendo resgatado por um RRT e vice-versa) e senhas.
Suponhamos que você morreu em Buried Relic B98F, o penúltimo andar. Para não ter que começar tudo de novo, você envia um pedido de socorro. Primeiro você manda o SOS Mail por uma via e espera receber um A-OK Mail, que faz com que você continue a sua aventura num dungeon de onde parou. Para ser grato, você envia um Thank-You Mail agradecendo o resgate.
Agora suponhamos que você irá resgatar alguém. Primeiro você recebe o SOS Mail, depois de passar pelo dungeon envia um A-OK Mail e, se o resgatado for justo, te envia um Thank-You Mail.

## Pokémon Mystery Dungeon fora dos portáteis
Pokémon Mystery Dungeon não ficou apenas no GBA e no DS, mas foi para fora dos portáteis em duas versões.
A primeira foi um episódio especial do anime chama "Pokémon Mystery Dungeon: Team Go-Getters Out of the Gate!", um especial contando a história de um humano transformado em Squirtle e acabou se unindo a Charmander e Chikorita no Team Go-Getters. O episódio, por incrível que pareça, foi exibido primeiro nos EUA em 2006 e só em Abril de 2007 chegou ao Japão.
A outra foi uma série de quadrinhos publicados na revista americana Nintendo Power que recentemente foram lançados em uma coleção chamada "Pokémon Mystery Dungeon: Ginji's Rescue Team", onde um garoto chamado Ginji é transformado em um Torchic e fica amigo de Mudkip. Assim, os dois se aventuram pela Região Pokémon, fazem amigos e enfrentam inimigos.

## Desenvolvimento
Foi revelado primeiramente em Agosto de 2005, que a data de lançamento japonesa seria anunciada em setembro. Mais detalhes foram divulgados no final daquele mês, mostrando informações sobre a jogabilidade e o enredo. Em novembro, a Nintendo anunciou um bug na versão "Blue Rescue Team", quando conectou-se ao slot Game Boy Advance para se conectar com "Red Rescue Team". Se o usuário tivesse outro jogo além do  Red Rescue Team , ele apagaria todos os arquivos do jogo que o jogo possuísse. Nintendo começou a remessa de cartões de substituição DS em 8 de dezembro. Na E3 2006, a Nintendo anunciou o lançamento em inglês dos jogos, e revelou a data de lançamento no final daquele mês.